# Betty Rosenfeld

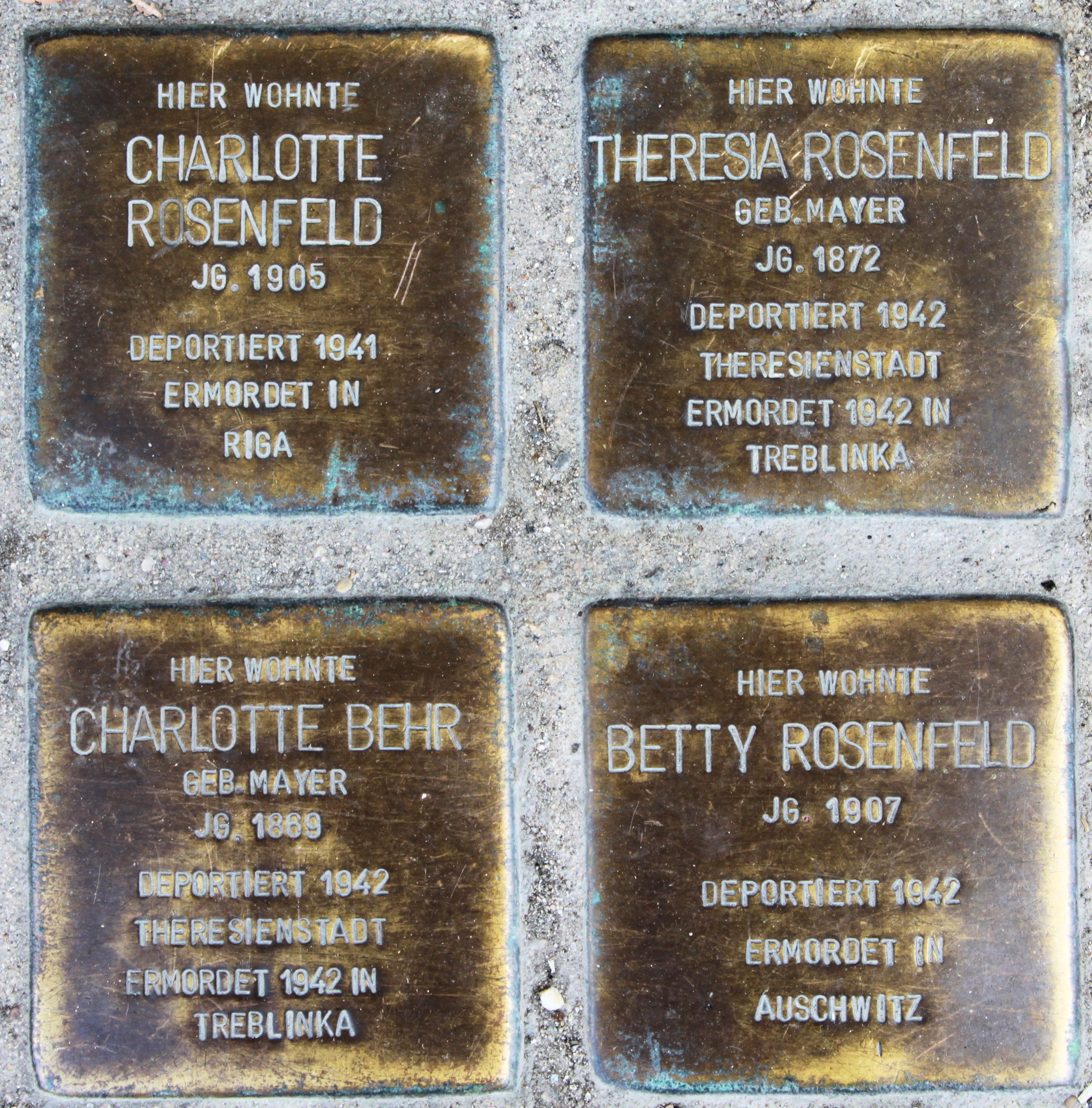
Stolpersteine für Betty und ihre Familie

Betty Rosenfeld (* 23. März 1907 in Stuttgart; † 1942 in Auschwitz) war eine jüdische Krankenschwester, die als Freiwillige der Internationalen Brigaden am Spanischen Bürgerkrieg teilnahm.

## Leben
Rosenfeld wuchs mit ihren Schwestern Charlotte und Ilse in einem bürgerlichen Elternhaus in der Breitscheidstraße 35 (damals Militärstraße) auf. Der Vater Benjamin war Kaufmann und Inhaber einer kleinen Putzmittelfabrik. Die Mutter Theresia war Hausfrau.
Als die drei Schwestern erwachsen wurden, begannen sie sich für Emanzipation und sozialistische Ideen zu interessieren. Sie verbrachten ihre Freizeit im Umfeld der Stuttgarter Naturfreunde. Betty trat Ende der 1920er Jahre zunächst in den Jugendverband der Deutschen Demokratischen Partei ein, verließ diese Organisation aber nach deren Annäherung an die antisemitische deutschvölkische Bewegung. Mit politischem Interesse besuchte sie danach die „Marxistische Arbeiterschule“ in Stuttgart und verfolgte als junge Krankenschwester das politische Aufsehen, das der Arzt und Schriftsteller Friedrich Wolf mit dem Theaterstück „Cyankali“ erregte. Betty Rosenfeld hatte am Katharinenhospital eine Ausbildung zur Krankenschwester gemacht und arbeitete anschließend in einem Krankenhaus. Eine wichtige Quelle der politischen Inspiration für Betty war zu dieser Zeit ihr Nachbar Sepp Dieringer, ein kommunistischer Schuhmacher. Dieringer stand 1932 bis Anfang 1933 als leidenschaftlicher Laienschauspieler der Agitprop-Theatergruppe „Spieltrupp Südwest“ in der Umgebung von Stuttgart auf der Bühne und veranlasste Betty dabei mitzuwirken.
Nach der Machtergreifung der NSDAP 1933 sah sich Betty durch ihr Engagement für die „Rote Hilfe“, die Nähe zur KPD und wegen der zunehmenden Judenverfolgung in ihrer Existenz bedroht. Gemeinsam mit ihren Schwestern wanderte sie 1935 nach Palästina aus und arbeitete dort in einem Kibbuz. Ihre Schwestern kehrten 1936 nach Stuttgart zurück, um nach dem Tode des Vaters ihrer Mutter beizustehen. Betty dagegen, die im Sommer 1936 vom Ausbruch des Spanischen Bürgerkriegs hörte, entschied sich die Internationalen Brigaden zu unterstützen. Im März 1937 reiste sie auf einem Dampfer von Haifa nach Frankreich, von da weiter nach Spanien. Die Basis der Internationalen Brigaden befand sich in der Stadt Albacete. Im Personalbüro meldete sich Betty zum Sanitätsdienst der Brigaden. Sie wurde ins Hinterland der Levanteküste geschickt. In Murcia arbeitete sie als Krankenschwester in einer Klinik, die auf die Behandlung schwerer innerer Krankheiten, insbesondere Typhus, spezialisiert war. In einem Dokument der Internationalen Brigaden wird Betty Rosenfeld als fleißige und gewissenhafte Krankenpflegerin sowie als „zuverlässige Antifaschistin“ beschrieben. Als sie in Spanien die Aufnahme in die KPD beantragte, war Kurt Julius Goldstein einer ihrer Bürgen. Im Frühjahr 1938 wurde die Klinik in Murcia evakuiert. In den folgenden Monaten pflegte Betty Rosenfeld verwundete Interbrigadisten in einer Militärklinik in Mataró bei Barcelona. Hier heiratete sie im März 1938 Sally Wittelson, einen KPD-Funktionär und Freiwilligen der Internationalen Brigade, den sie in Spanien kennengelernt hatte. Wittelson stammte aus Leipzig und war ebenfalls Jude. Er war nach 1934 in die Tschechoslowakei emigriert und als geheimer Kurier im kommunistischen Widerstand aktiv gewesen.
Im Herbst 1938 wurden die Internationalen Brigaden aufgelöst. Nach dem Sieg des Franquismus flüchtete Betty im Frühjahr 1939 mit ihrem Ehemann über die Pyrenäengrenze nach Frankreich. Zunächst lebten sie in der kleinen Gemeinde Sévérac-le-Château. Betty lernte Handschuhe fertigen und arbeitete für knappen Lohn in einer Fabrik. Im Juni 1939 wurde sie mit ihrem Mann von der französischen Polizei in das angrenzende Internierungslager Gurs gebracht. Später wurde Sally Wittelson im Lager Vernet interniert, Betty kam weiter nördlich in das kleinere Frauenlager Rieucros, im Februar 1942 dann in das Fraueninternierungslager Brens. Am 7. August 1942 wurde Betty völlig unerwartet in das Ausgangslager Gurs gebracht. Deutschland hatte die Auslieferung der Juden gefordert und das Vichy-Regime folgte den Anordnungen der deutschen Besatzer. Am nächsten Morgen wurde Betty zusammen mit allen aus Deutschland stammenden jüdischen Lagerinsassen auf Lastwagen verladen und vom Bahnhof Oloron-Sainte-Marie aus in einem Güterzug in Richtung Paris befördert, wo sie in das Sammellager Drancy gebracht wurde und ihren Mann Sally wiederfand. Am Morgen des 7. September 1942 wurden Betty und ihr Ehemann von Drancy aus mit dem Eisenbahn-„Konvoi 29“ zusammen mit weiteren 998 jüdischen Frauen und Männern nach Auschwitz-Birkenau deportiert, wo sie zwei Tage später ankamen und an einem unbekannten Datum vergast wurden. Heute erinnert ein „Stolperstein“ an den Ort, wo Betty einst mit ihren Schwestern, ihren Eltern und ihrer Tante lebte. Betty Rosenfeld war die einzige Frau aus Stuttgart, die als Freiwillige der Internationalen Brigaden am Spanischen Bürgerkrieg teilnahm. Außer ihr war als Zivilistin dort noch die in Stuttgart geborene Fotoreporterin Gerda Taro.
Für Sepp Dieringer und seine Familie war es nach 1933 eine Selbstverständlichkeit, den Rosenfelds, ihren verfolgten jüdischen Nachbarn, zu helfen. Als Ende 1941 die Deportationen am Nordbahnhof begannen – Bettys Schwester Charlotte wurde am 1. Dezember 1941 in das Ghetto Riga deportiert und dort ermordet –, versteckten Sepp Dieringer und seine Frau Emma Bettys Mutter und Bettys Tante vorübergehend bei sich zu Hause, ehe die beiden am 22. August 1942 verhaftet, nach Theresienstadt deportiert und kurz darauf im Vernichtungslager Treblinka ermordet wurden. Die Gestapo verhaftete später das Ehepaar Dieringer und verhörte es in der Stuttgarter Gestapo-Zentrale, dem berüchtigten Hotel Silber. Sepp Dieringer wurde gefoltert. Die hochschwangere Emma verlor in der Zelle ihr Kind.
In Stuttgart gibt es 2022 eine Initiative zur Umbenennung des Bismarckplatzes im Stuttgarter Westen in „Betty-Rosenfeld-Platz“.